# سیماس

مبدل سیماس (CMOS Inverter). (یک دروازه وارونگر)

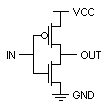
ساده‌ترین ترکیب سی‌ماس. این مدار یک معکوس‌کنندهٔ دیجیتال است.

سی‌ماس یا نیم‌رسانای اکسید-فلز مُکمِّل (Complementary Metal-Oxide Semiconductor, CMOS) نوعی فرایند ساخت ماسفت است که از ماسفت‌های مکمل و قرینه نوع-N و نوع-P برای ساخت درگاه‌های منطقی استفاده می‌شود.

طرح شماتیک تراشه سیماس (CMOS) که اوایل دهه ۲۰۰۰ ساخته شده‌است.

به زبان ساده، سی‌ماس از قرار گرفتن یک ماس‌فِتِ نوعِ N در کنار یک ماس‌فِت نوع P تشکیل می‌شود، به طوری که گیت‌های آنها به هم وصل شده و سورس یک ماس‌فِت به دِرِین دیگری وصل می‌شود. البته این کار در عمل به‌صورت یک‌پارچه صورت می‌گیرد. از ویژگی‌های سی‌ماس، مصرف توان بسیار کم است.
از فناوری CMOS برای ساخت مدارهای مجتمع (IC)، منجمله ریزپردازنده‌ها، ریزکنترل‌گرها، چیپ‌های حافظه و دیگر مدارهای دیجیتال استفاده می‌شود. همچنین از فناوری CMOS در ساخت مدارهای آنالوگ منجمله سنسورهای تصویر (سنسور پیکسل-فعال)، مبدل‌های داده، مدارهای فرکانس-رادیویی و مدارهای فوق مجتمع تِرَنسیوِرها استفاده می‌شود.

## سی‌ماس در دوربین دیجیتال
در سال ۱۹۹۸ حسگرهای سی‌ماس به‌عنوان فناوری ثبت تصویر و جایگزینی برای سی‌سی‌دی (CCD) ابداع گردید. فناوری مورد استفاده در ساخت سی‌ماس همان است که در سراسر جهان برای ساخت میلیون‌ها ریزپردازنده و حافظه مورد استفاده قرار می‌گیرد. از آنجا که روی این فناوری کار زیادی صورت گرفته و تولید آن در حجم انبوه می‌باشد، ساخت تراشه‌های سی‌ماس نسبت به سی‌سی‌دی ارزانتر در می‌آید. دیگر مزیت این حسگرها نسبت به سی‌سی‌دی اینست که توان مصرفی آنها پایین‌تر می‌باشد. به‌علاوه، در حالی که سی‌سی‌دی تنها برای ثبت شدت نوری که بر روی هر یک از صدها هزار نقاط نمونه‌برداری می‌افتد کاربرد دارد، می‌توان از سی‌ماس برای منظورهای دیگر، نظیر تبدیل آنالوگ به دیجیتال، پردازش سیگنال‌های بار شده، تراز سفیدی (white Balance)، و کنترل‌های دوربین و… استفاده نمود. هم چنین می‌توان تراکم نقاط و عمق بیتی تصویر را به راحتی بدون افزایش بیش از اندازه قیمت، بالا برد.
به خاطر این مزیت‌ها و سایر مزایا، بسیاری از تحلیل‌گران صنایع اعتقاد دارند که سرانجام تمام دوربین‌های معمولی دیجیتال از سی‌ماس استفاده خواهند نمود و سی‌سی‌دی فقط در دوربین‌های حرفه‌ای و گران‌قیمت بکار خواهد رفت. در این فناوری مشکلاتی از قبیل تصاویر دارای نوفه (نویز) و عدم توانایی درگرفتن عکس از موضوعات متحرک وجود دارد که امروزه با رفع این مشکلات، سی‌ماس در حال رسیدن به برابری با سی‌سی‌دی می‌باشد.
تا به حال سنسورهای تصویر سی‌ماس با استفاده از تکنولوژی ۰/۳۵ تا ۰/۵ میکرونی ساخته شده‌اند و چشم‌انداز آینده آن استفاده از تکنولوژی ۰/۲۵ میکرون می‌باشد. حسگر فاویون (Faveon) با ۱۶/۸ مگاپیکسل (یعنی قدرت ایجاد تصاویری با وضوح ۴۰۹۶×۴۰۹۶ پیکسل) نخستین حسگری است که با استفاده از فناوری ۰/۱۸ میکرون ساخته شده‌است و یک پرش بزرگ را در صنعت ساخت حسگر تصویر سی‌ماس به نام خود ثبت نموده‌است. استفاده از فناوری ۰/۱۸ میکرون امکان استفاده از تعداد بیشتری از پیکسل‌ها را در فضای فیزیکی معین فراهم کرده و بنابراین سنسوری با وضوح بالاتر به دست می‌آید. ترانزیستورهای ساخته شده با استفاده از تکنولوژی ۰/۱۸ میکرون کوچک‌تر بوده و فضای زیادی از ناحیه سنسور را اشغال نمی‌کنند که می‌توان از این فضا برای تشخیص نور استفاده نمود. این فضا به‌طور کارآمدی، امکان طراحی حسگری را که دارای پیکسل‌های هوشمندتری بوده، و در حین عکس برداری توانایی‌های جدیدی را بدون قربانی کردن حساسیت نوری به دوربین می‌دهد، فراهم می‌کند.
با استفاده از این تکنولوژی ۷۰ میلیون ترانزیستور و ۴۰۹۶×۴۰۹۶ سنسور، فقط در فضایی برابر با ۲۲×۲۲ میلی‌متر قرار داده می‌شود و سرعت ایزو (ISO) آن برابر با ۱۰۰ بوده و محدوده دینامیکی آن ۱۰ استپ است. انتظار می‌رود، بعد از ۱۸ ماه از تولید این سنسور استفاده از آن در وسایل حرفه‌ای نظیر پویشگرها (اسکنرها)، وسایل تصویری پزشکی، اسکن پرونده و بایگانی موزه‌ها شروع شود. در آینده‌ای طولانی‌تر، انتظار می‌رود که این فناوری به‌طور وسیعی در وسایل معمولی موجود در بازار استفاده گردد.